# Božidar Mitrev

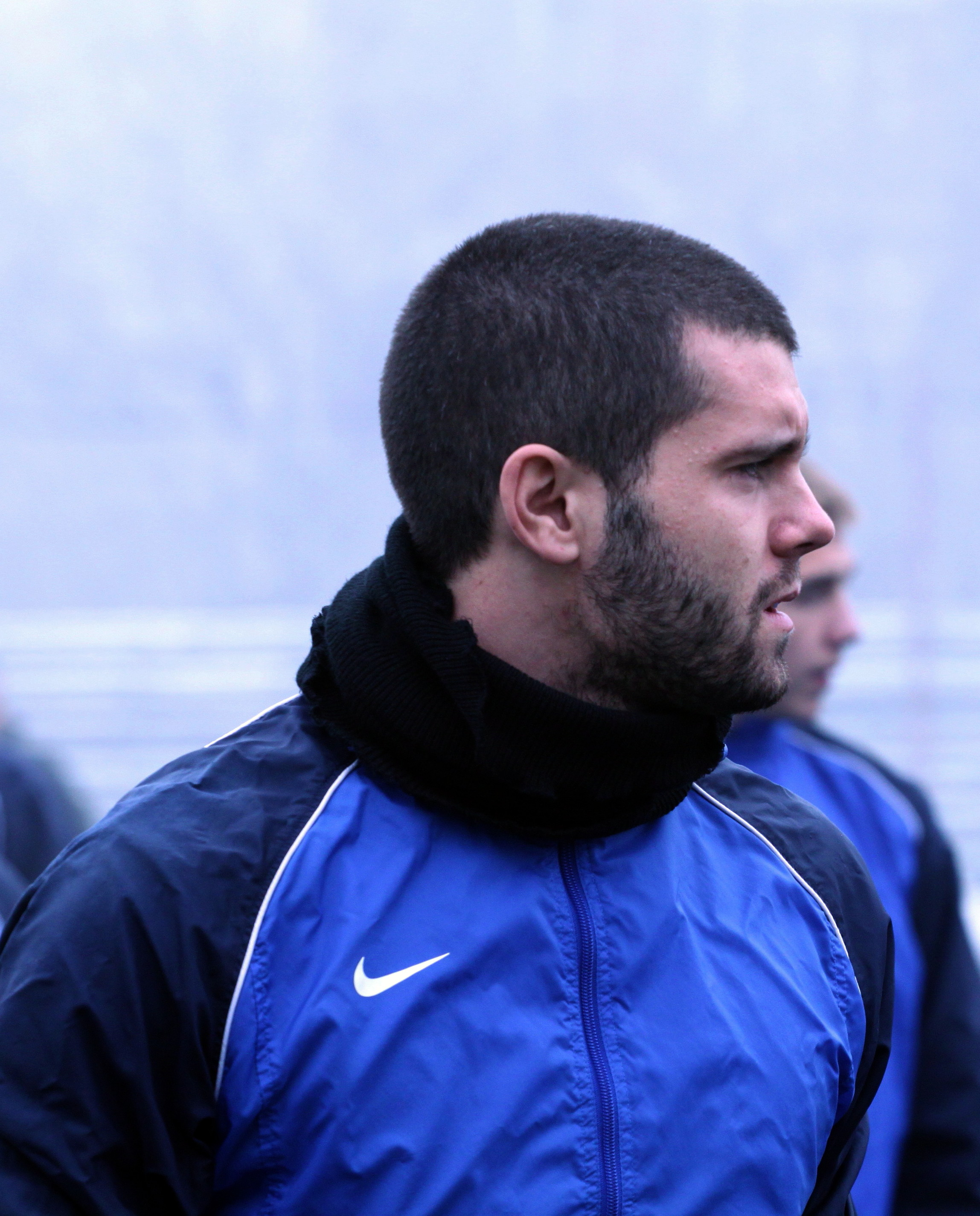
Božidar Mitrev (2011)

Božidar Konstantinov Mitrev (bulharsky Божидар Константинов Митрев, * 31. března 1987, Sofie, Bulharsko) je bulharský fotbalový brankář a reprezentant, který působí od roku 2015 v moldavském klubu FC Sheriff Tiraspol.

## Klubová kariéra
- PFK Levski Sofia (mládež)
- PFK Levski Sofia 2006–2012[1]
- PFK Lokomotiv Sofia 2013–2015
- FC Sheriff Tiraspol 2015–

## Reprezentační kariéra
V A-mužstvu Bulharska debutoval 8. 6. 2015 v přátelském utkání v Istanbulu proti reprezentaci Turecka (prohra 0:4). Chytal i v kvalifikaci na EURO 2016 ve Francii, na evropský šampionát se však Bulharsku postoupit nepodařilo.